# محمد مصطفى الجارحي
 محمد مصطفى محمد الجارحي (1954) هو أول نائب لوزير الزراعة للشئون البيطرية في 18 أبريل 2013  ، وقد شغل منصب رئيس مجلس إدارة الهيئة العامة للخدمات البيطرية، ورئيس مجلس إدارة صندوق التأمين علي الثروة الحيوانية، ثم رئيسًا لمجلس إدارة برنامج الخدمات البيطرية.

## الدراسة
- بكالوريوس الطب البيطري، جامعة القاهرة 1977
- ماجستير في العلوم الطبية البيطرية 1983 (طب عام وتشخيص معملي إكلينيكي)
- دراسات عن أمراض الجهاز الهضمي للعجول حديثة الولادة
- دكتوراة الفلسفة في العلوم الطبية البيطرية 1987 (طب عام وتشخيص معملي إكلينيكي)